# Щуко, Владимир Алексеевич
Влади́мир Алексе́евич Щуко́ (5 [17] июля 1878 или 17 июля 1878, Берлин[…] — 17 января 1939 или 18 января 1939, Москва[…]) — русский, советский архитектор, художник театра, просветитель. Академик архитектуры (1911). Видный мастер петербургской неоклассики 1910-х годов (ретроспективизма). В советское время в соавторстве с Владимиром Гельфрейхом — проектировщик нового здания Библиотеки имени Ленина и нереализованного проекта Дворца Советов в Москве; один из создателей сталинской архитектуры.

## Биография

### Начало карьеры

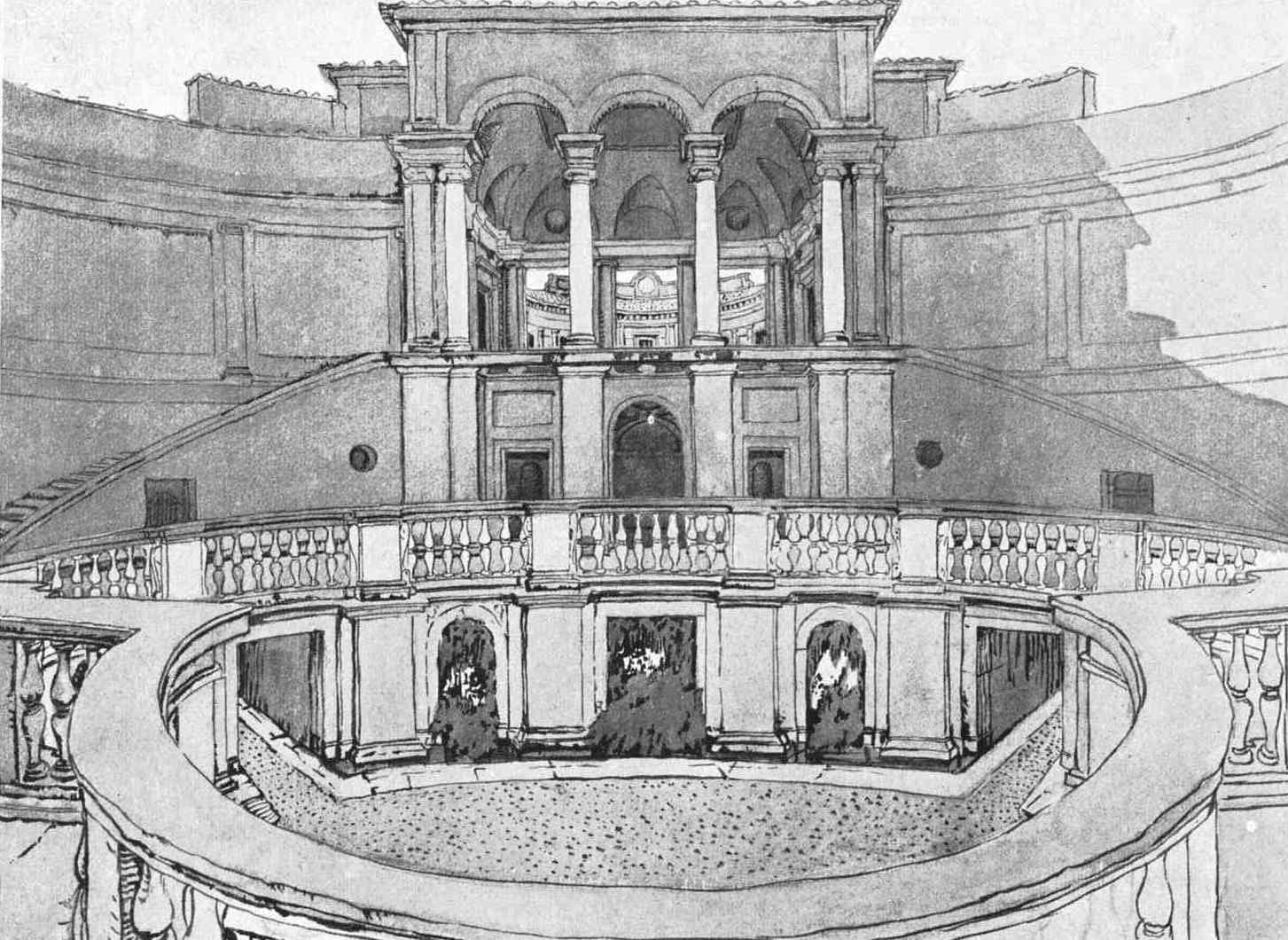
Рисунок римской виллы Джулия из «Путевого альбома» Щуко

Родился в Берлине в семье военного 5 (17) июля 1878 года. Вскоре после его рождения родители вернулись в Россию и поселились в Тамбове.
В 1888 году поступил в Тамбовское реальное училище, окончив которое в 1896 году поступил на архитектурное отделение Высшего художественного училища (ВХУ) при Императорской Академии художеств (мастерская Л. Н. Бенуа). Во время обучения брал дополнительные уроки: живописи его обучал Илья Репин, рисунку — Лев Бруни, занятия по гравюре вёл Василий Матэ, скульптуре он учился в мастерской Владимира Беклемишева. Кроме этого, Владимир Щуко интересовался театральным искусством и даже некоторое время играл в художественном театре. Он также создавал декорации и костюмы к постановкам: оформил спектакли в Большом драматическом театре («Привал комедиантов», «Старинный театр»), Малом театре в Москве. Учась в Академии, он совершил путешествие по русскому Северу, побывал на Шпицбергене (1901).
После окончания академии в 1904 году со званием архитектора-художника и правом на пенсионерскую поездку, он совершил путешествие «через Константинополь и Грецию в Италию». Создал целую серию рисунков, которые после возвращения в Россию представил на собственной выставке. Совет ВХУ приобрёл собрание его рисунков и набросков и в 1906 году продлил пенсионерство ещё на год, который он провёл «исключительно в Италии» (Виченца, Мантуя, Рим); по возвращении, в 1907 году провёл успешную выставку своих итальянских работ. В 1907 году он стал одним из учредителей Музея Старого Петербурга.
На Женских политехнических курсах он вёл курс архитектурного рисования и декоративной композиции; с 1913 года возглавил Женские архитектурные курсы Е. Ф. Багаевой, которые в дальнейшем были преобразованы в Архитектурный институт.
Имел награды: орден Святого Станислава 3-й степени (1911).

### Предреволюционная неоклассика
Ранние практические работы Щуко — временные парковые и увеселительные постройки — несли печать модерна (1907—1911). Но ещё в своём дипломном проекте 1904 года он примкнул к лагерю неоклассиков (ретроспективистов). Его первый практический успех в неоклассике — постройка двух доходных домов К. В. Маркова в Санкт-Петербурге (№ 65 (1908—1910) и № 63 (1910—1911) по Каменноостровскому проспекту) с применением «колоссального» ордера и эркеров. В это же время Щуко проектировал русские павильоны на международных выставках 1911 года: Изящных искусств в Риме при участии своего ученика Э. Е. Шталберга и Торгово-промышленной в Турине.

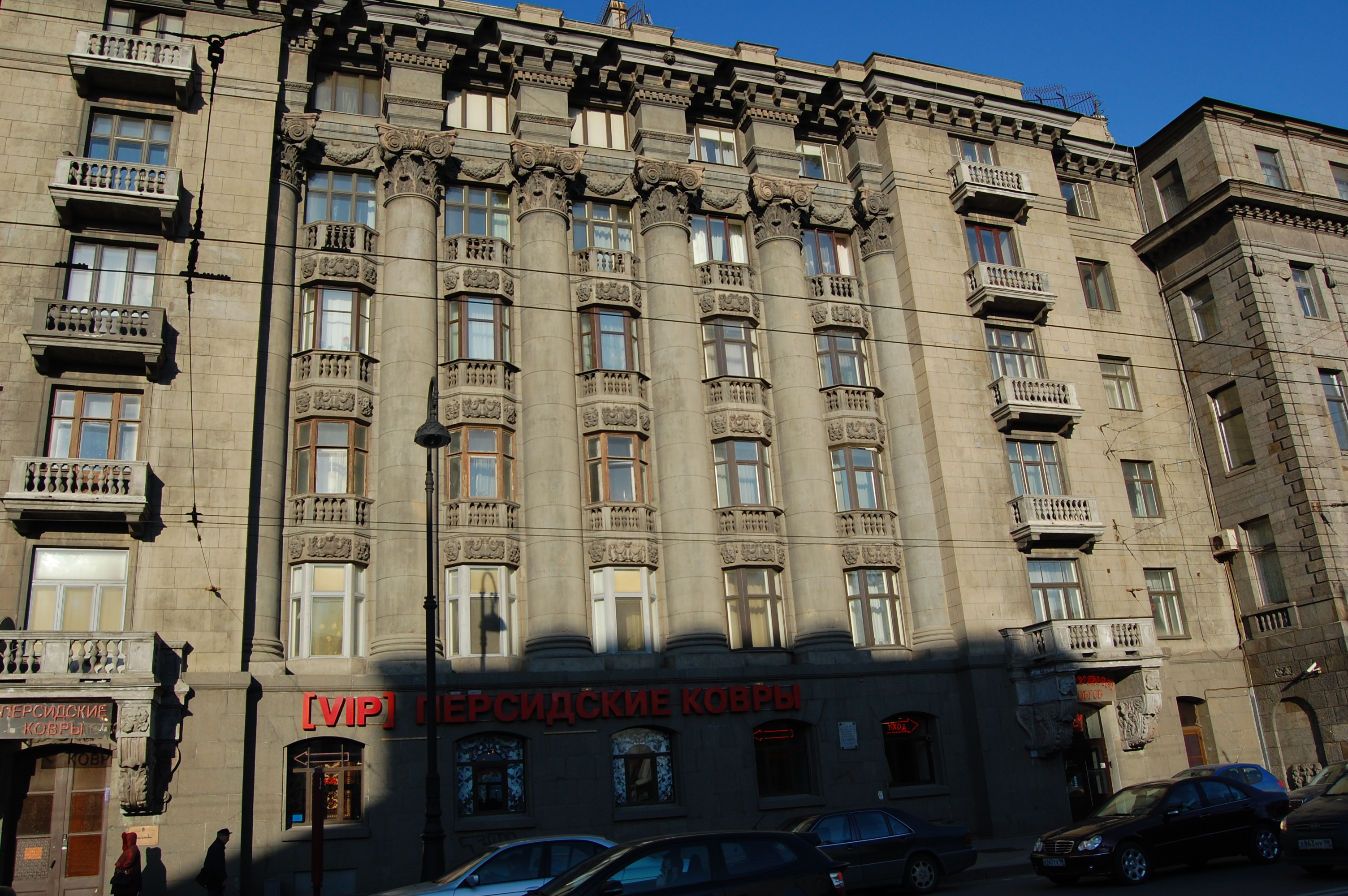
Доходный дом К.В. Маркова. Каменноостровский пр., 65.
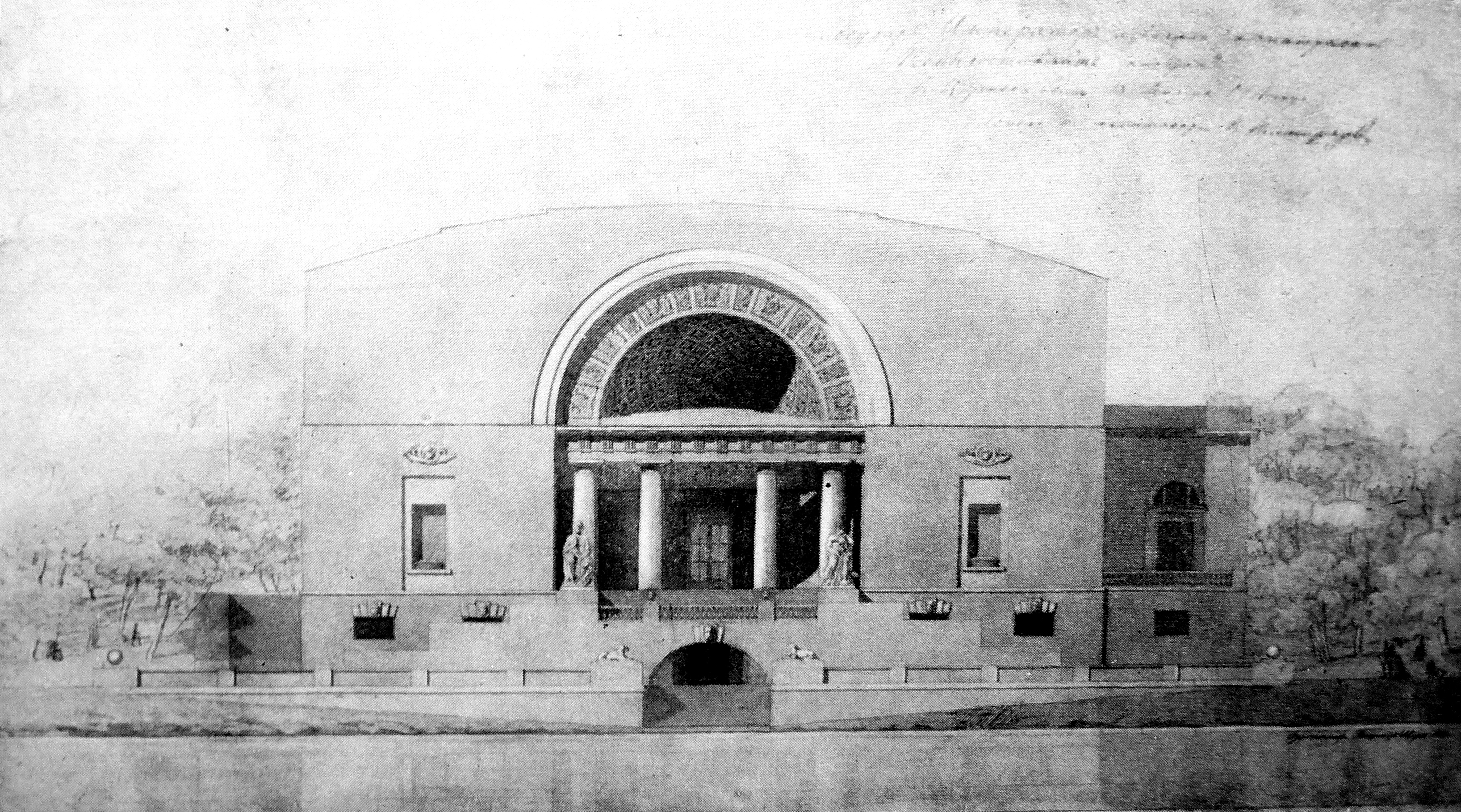
Проект русского павильона на международной выставке в Турине.
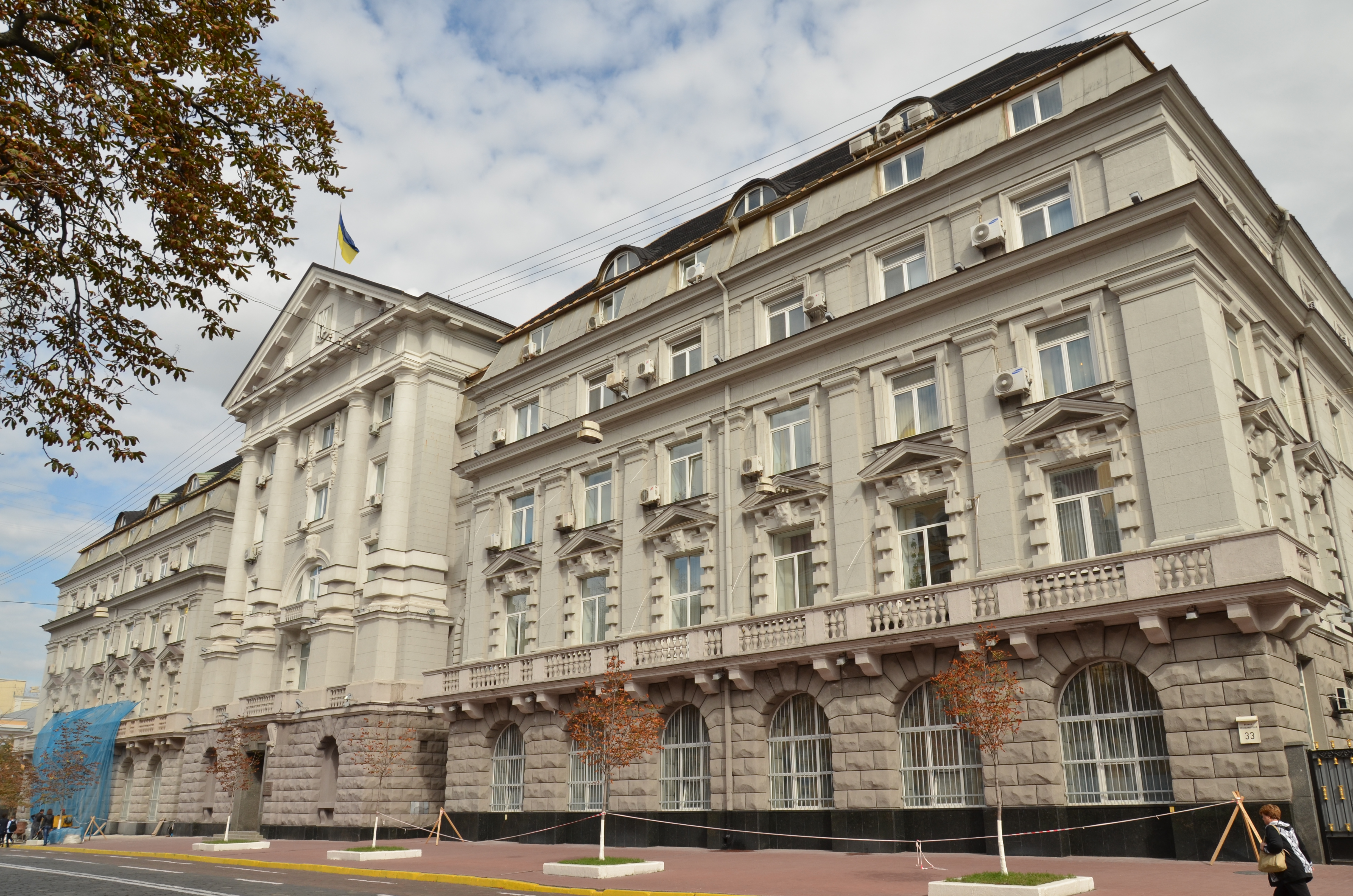
Здание штаб-квартиры СБУ в Киеве (Дом губернского земства).

Получив международное признание и звание академика архитектуры (1911), Щуко стал одним из самых востребованных петербургских архитекторов, проектировал загородные усадьбы высшей знати, Памятный зал Академии художеств (1914, ныне т. н. зал Щуко), Дом губернского земства в Киеве (1913—1914; ныне здание штаб-квартиры СБУ) и др. В то же время он руководил классом композиции в Обществе поощрения художников, воспитывал архитекторов в собственной мастерской. В их числе был и будущий постоянный соавтор Щуко, Владимир Гельфрейх.

### Революционные годы

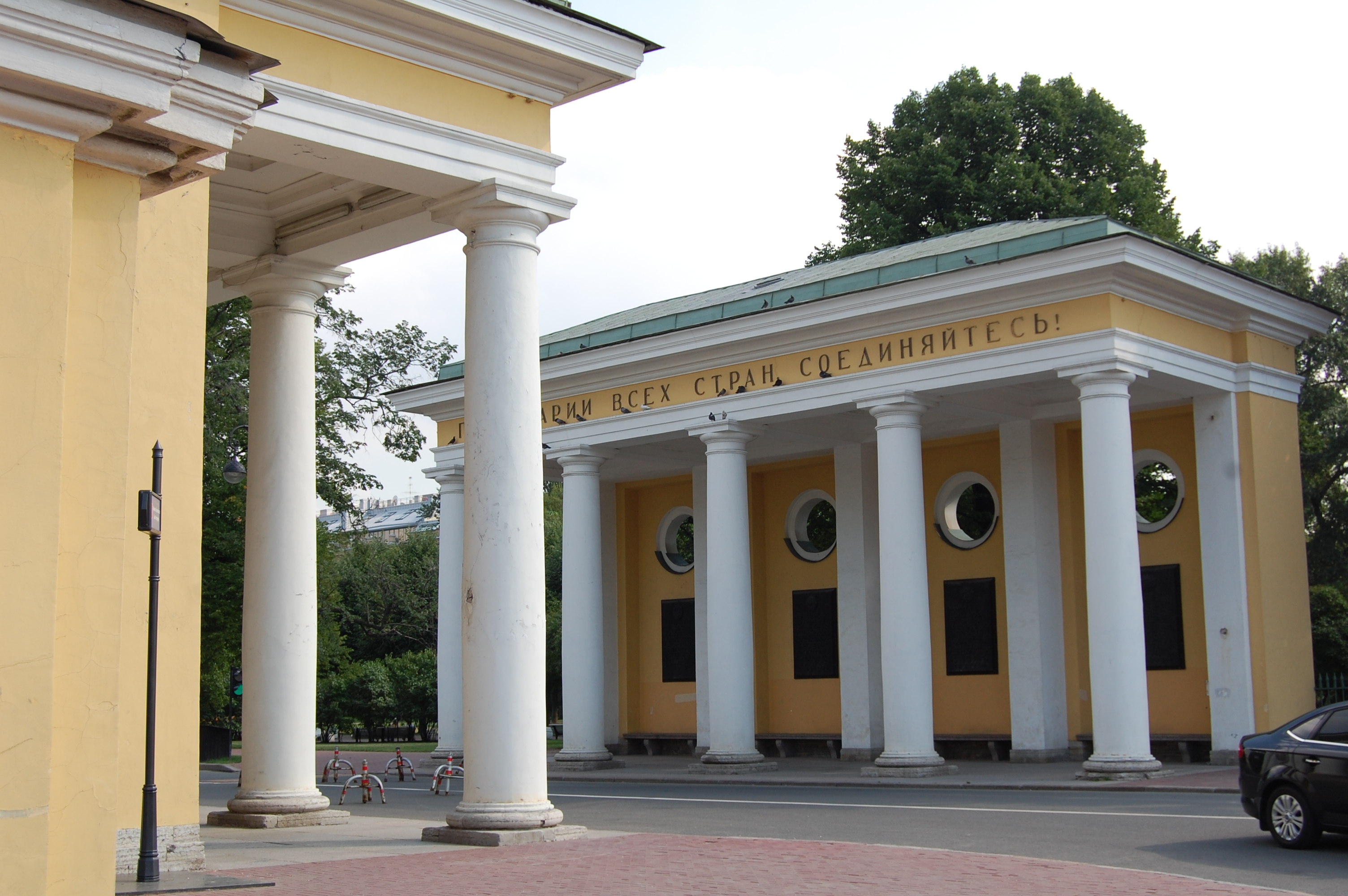
Пропилеи Смольного.

Щуко принял новую власть, работал оформителем и карикатуристом, создавал памятники революционным вождям в Петрограде и Одессе.
Строительство Московского банка (Невский проспект, д. 14), начатое по проекту Щуко, было остановлено в 1917 году.
В 1917 году Щуко реставрировал зал заседаний Таврического дворца, где последовательно размещались Временное правительство России, Всероссийское учредительное собрание и Всероссийский Центральный Исполнительный Комитет.
В 1923—1924 годах были сооружены римско-дорические пропилеи Смольного (соавтор В. Г. Гельфрейх, по другим данным, Г. А. Голубев) — первая монументальная постройка советского периода в Петрограде.
В том же (1923) году по проекту Щуко построен Иностранный отдел (вход, пропилеи, Главный павильон, кафе-ресторан и др.) на первой Всероссийской сельскохозяйственной и кустарно-промышленной выставке в Москве (соавторы: В. Г. Гельфрейх, Г. А. Голубев; при участии Н. Д. Колли, худ. А. Гущин).
В 1925 году Щуко и Гельфрейх участвовали в конкурсе проектов Дома культуры Московско-Нарвского района (конкурс выиграл Н. А. Троцкий, но постройка была осуществлена по проекту А. И. Гегелло и Д. Л. Кричевского).
Щуко и Гельфрейх создали культовый образ советской истории — памятник Ленину на броневике (1925—1926; скульптор С. А. Евсеев) перед Финляндским вокзалом.
С этим скульптором Щуко также сотрудничал в работе над надгробным памятником А. Р. Кугелю на Литераторских мостках Волкова кладбища в Ленинграде (1928) и нереализованным проектом памятника Т. Г. Шевченко в Киеве (1930—1931).
По проектам Щуко и Гельфрейха построены:
- Понижающие подстанции Волховской ГЭС на Васильевском острове (13-я линия Васильевского острова, 34), Выборгской (Большой Сампсониевский проспект, 16) и Петроградской сторонах (улица Ленина, 4) (1924—1927; соавтор: В. Г. Гельфрейх)[27];
- Дом культуры им. Ленина при заводе «Большевик» в Ленинграде (1927—1929; соавтор: В. Г. Гельфрейх);
- Здание Библиотеки имени В. И. Ленина в Москве (1928—1958, конкурс). Щуко и Гельфрейх не участвовали в объявленном в 1927 году конкурсе на проект библиотеки, однако предпочтение было отдано их проекту. Строительство главного книгохранилища было завершено в конце 1930-х годов[28][29] (по другим данным, в июне 1941 года), уже после смерти архитектора. Верхний ряд скульптурного фриза выполнен по эскизу Щуко, нижний — В. Г. Гельфрейха[30].

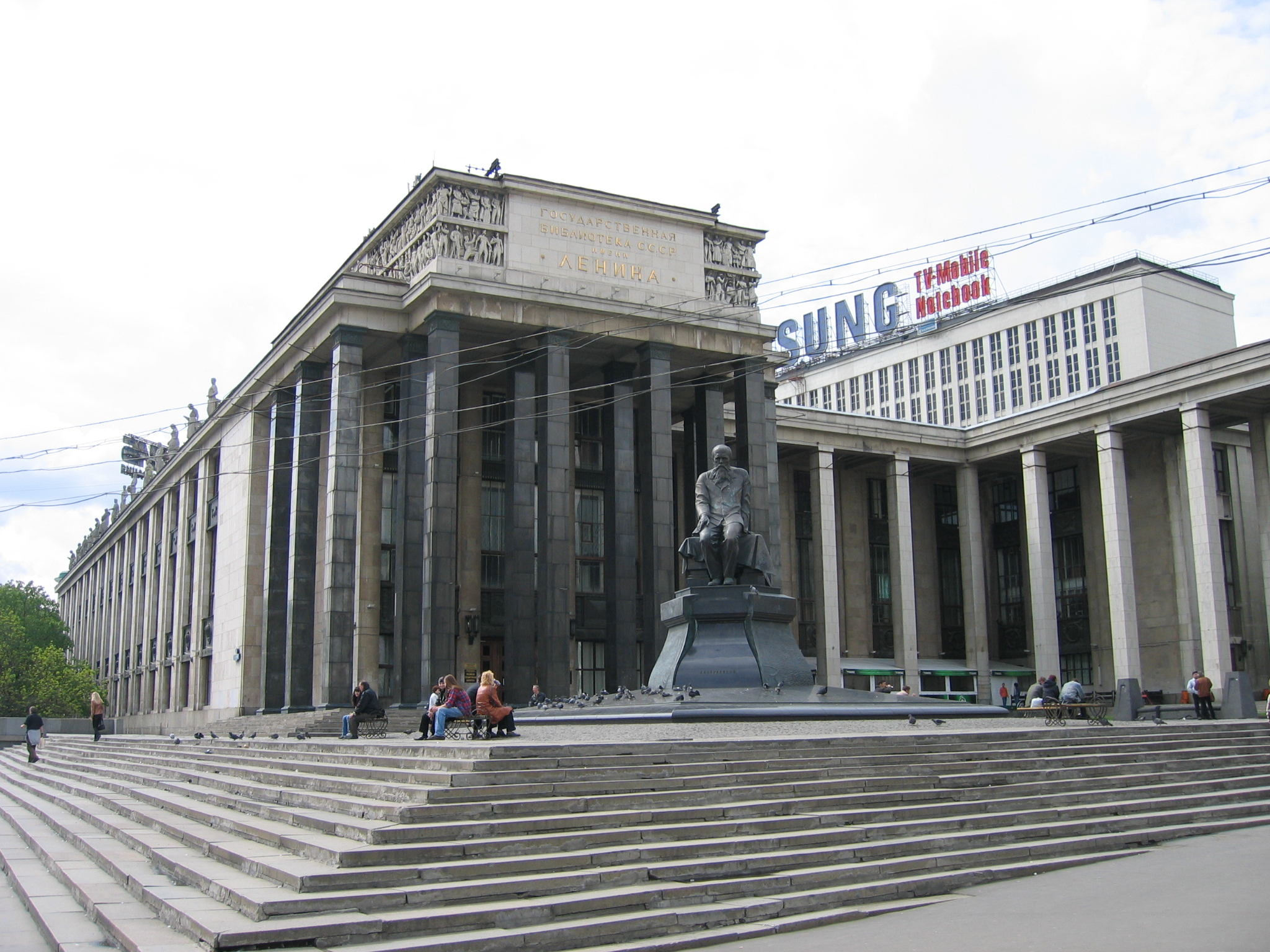
Государственная библиотека СССР им. В.И. Ленина.
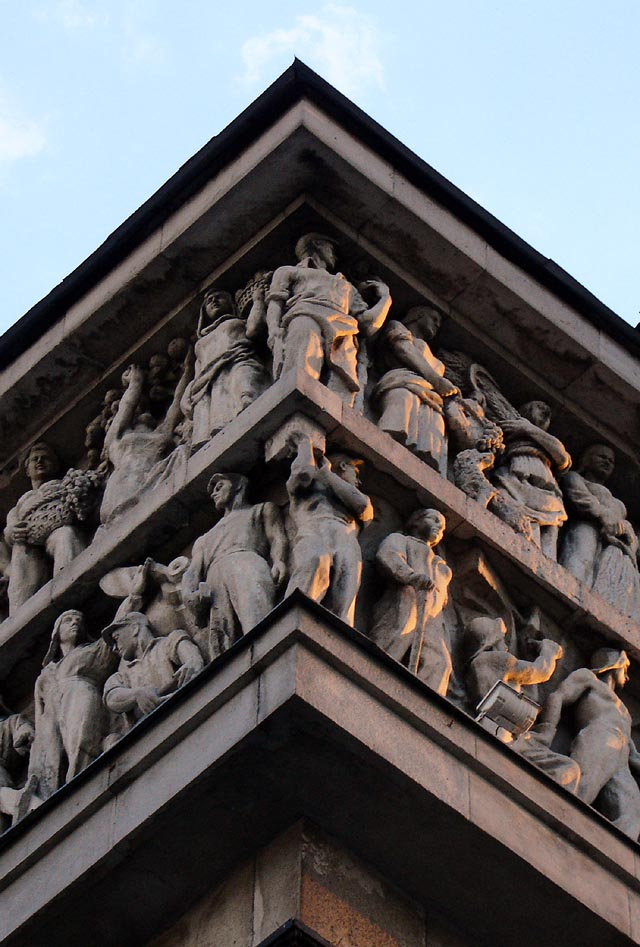
Фриз библиотеки им. В.И. Ленина.

- Клуб (Дворец культуры) текстильщиков в Егорьевске (1929)[31][32][33].

### 1930-е годы и Дворец Советов

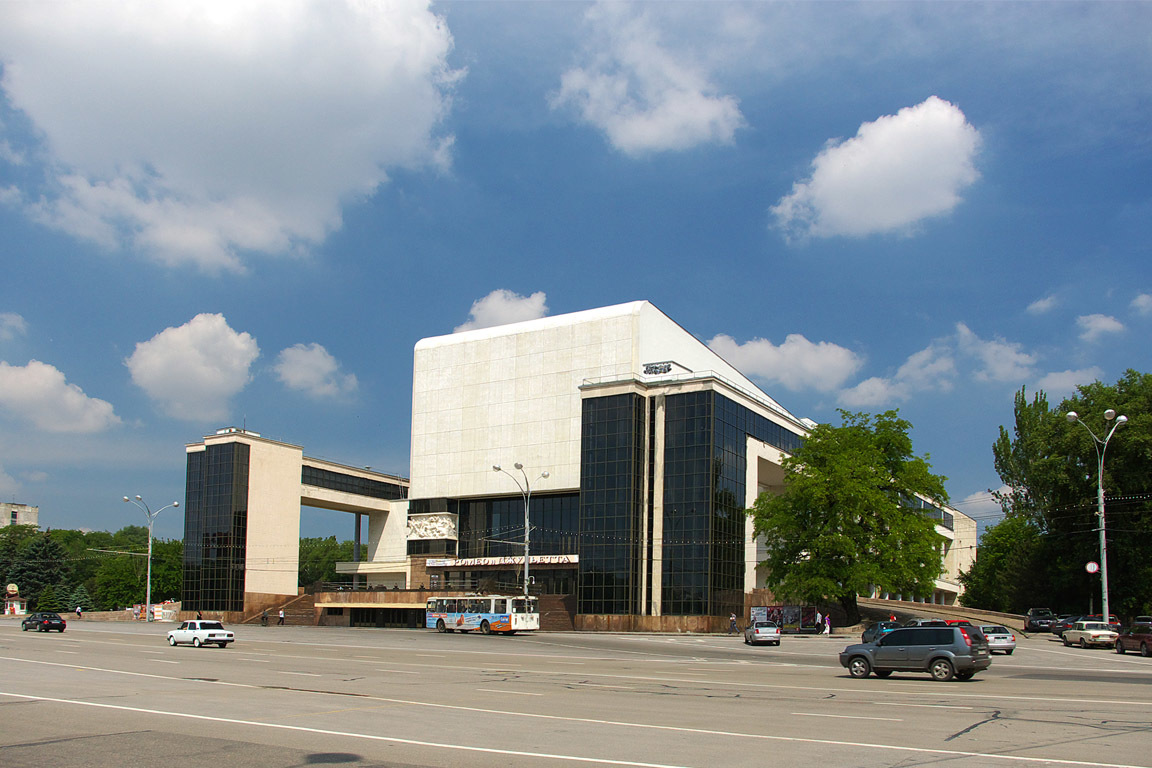
Драматический театр Ростова-на-Дону.

Щуко и Гельфрейх не принимали участие в открытых конкурсах проектов Дворца Советов (1931—1933), представив свою работу на третий, закрытый конкурс (1932), когда первенство уже было признано за Б. М. Иофаном. Решением свыше усилия трёх архитекторов были объединены; образ Дворца, растиражированный прессой тридцатых годов, — плод их совместной работы.

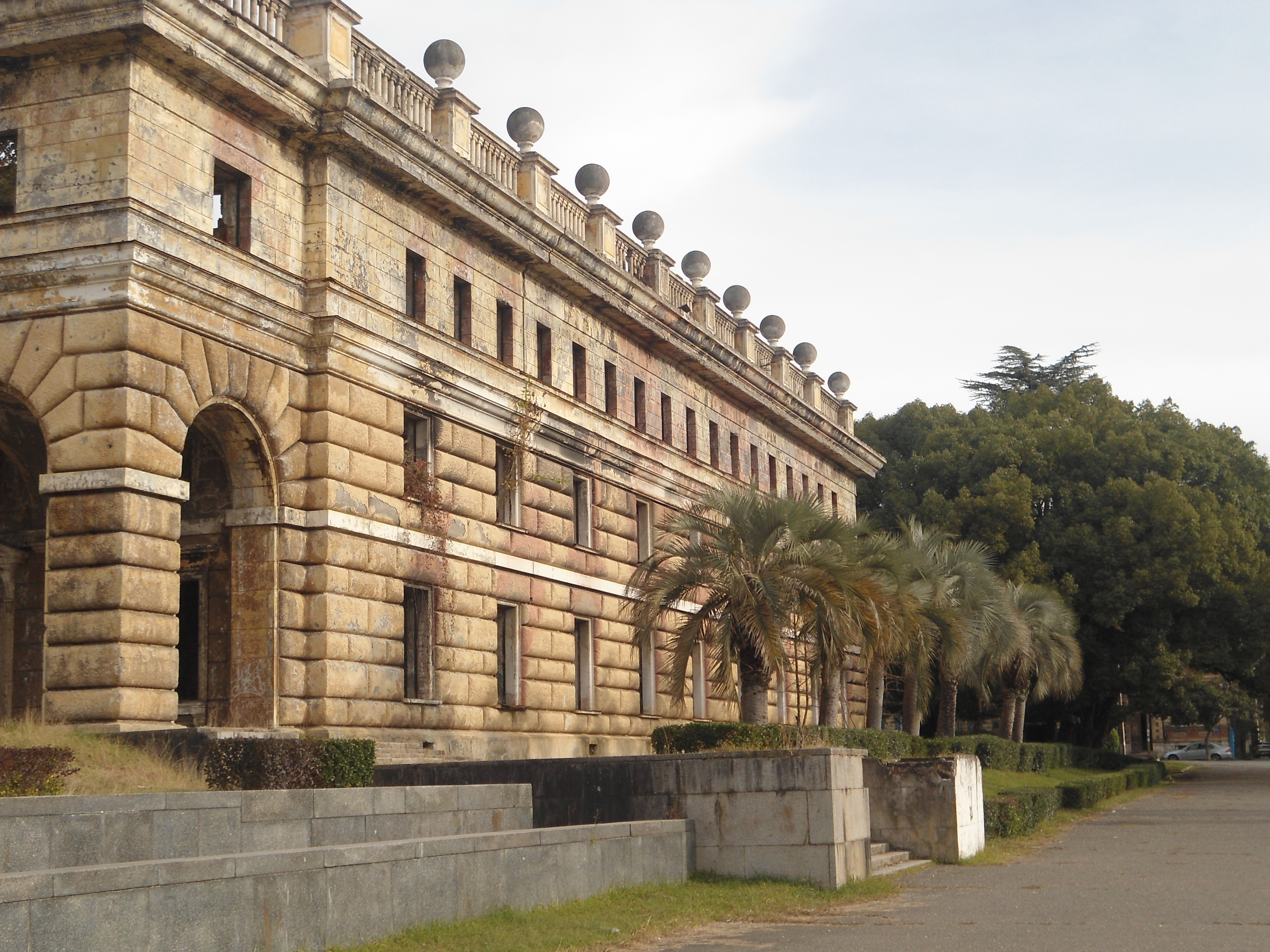
Дом Правительства Абхазской АССР на площади Свободы в Сухуми. Фрагмент фасада.

В 1934 году Щуко совершил новое путешествие по Италии, что нашло отражение в новой серии графических работ.
В сентябре 1935 г. Щуко и Гельфрейх возглавили Вторую мастерскую Моссовета, работавшую над реконструкцией территорий, прилегавших к будущему Дворцу. Работа над проектом продолжалась до смерти Щуко в 1939 году; в то же время по его проектам строились и другие сооружения:
- Академический театр драмы им. Максима Горького в Ростове-на-Дону (1930; заказной проект; построен в 1932—1936 годах[36]; соавтор: В. Г. Гельфрейх; при участии И. Е. Рожина, Л. Б. Сегала, разрушен в 1943 году, восстановлен в 1963 году);
- Дом Правительства Абхазской АССР в Сухуми (1932—1939[37]; конкурс; при участии А. П. Вайтенса, А. П. Великанова, Г. В. Щуко[38]; в 1960-е годы к центральной части было пристроено новое многоэтажное здание Совета министров (затем парламента) Абхазии, частично разрушенное в 1993 году);
- Мацестинский виадук в Сочи (1936—1938[39]; соавторы[40]: В. Г. Гельфрейх, З. О. Брод, А. Ф. Хряков);
- Большой Каменный мост в Москве (1937—1938; соавторы: В. Г. Гельфрейх, М. А. Минкус; инж. Н. Я. Калмыков)[41];

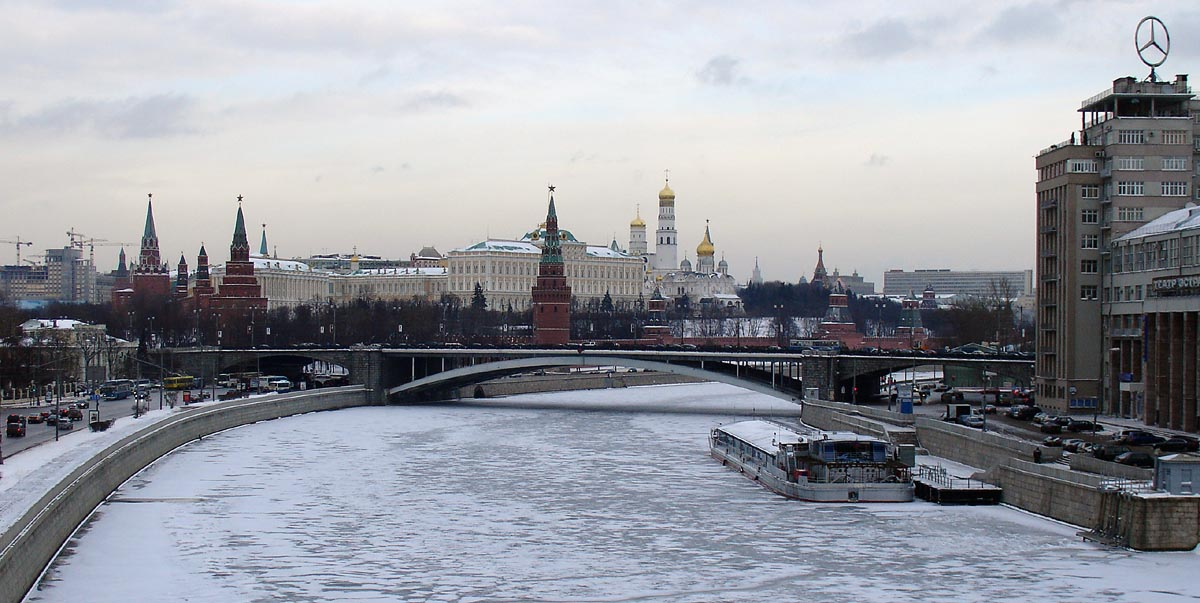
Большой Каменный мост в Москве.
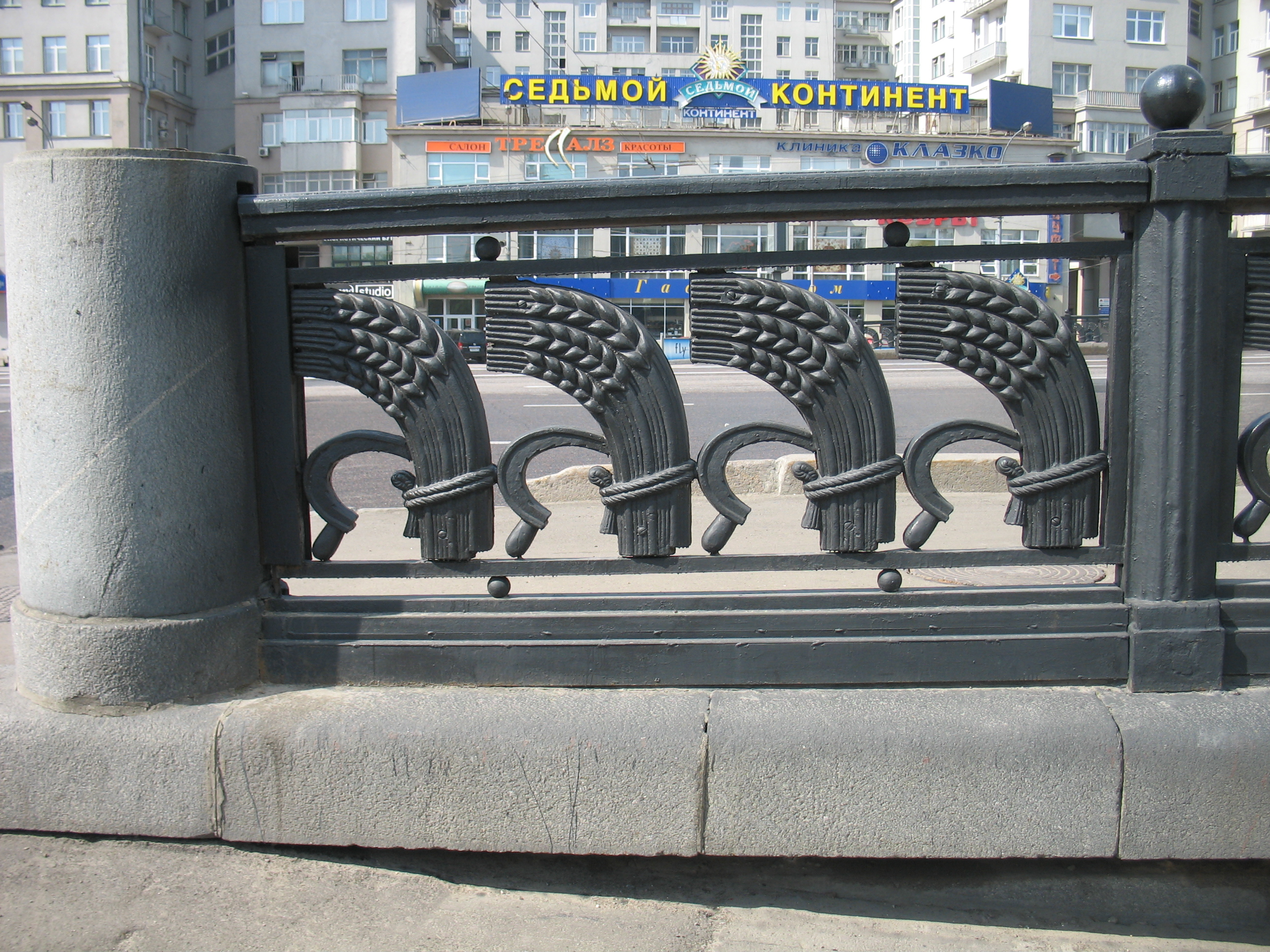
Фрагмент ограды Большого Каменного моста.

- Главный павильон Всесоюзной сельскохозяйственной выставки (ВСХВ) с башней Конституции, открыт после смерти архитектора в 1939 г. (1938—1939; соавторы: В. Г. Гельфрейх, Г. В. Щуко). Демонтирован при строительстве нового Главного павильона;
- Станция метро «Электрозаводская» (завершена строительством в 1944 году по проекту, доработанному В. Г. Гельфрейхом и И. Е. Рожиным).

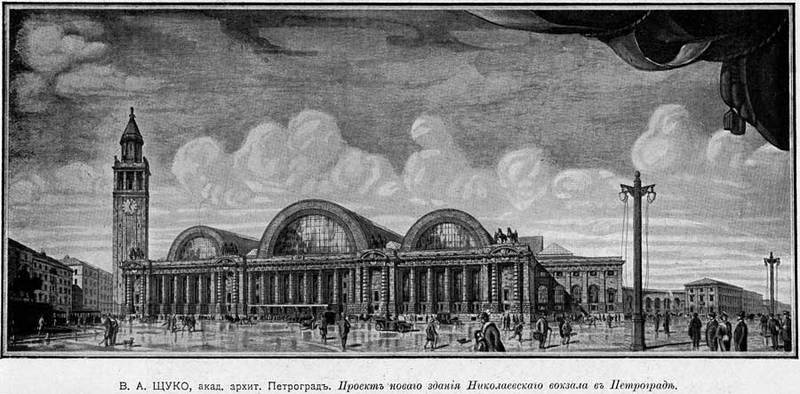
Окончательный проект нового здания Николаевского вокзала. Перспектива со Знаменской площади

### Неосуществленные проекты
- Киево-Лыбедская Троицкая церковь в Киеве (1909; конкурс; соавтор: Е. Н. Фелейзен)[42];
- Новое здание Николаевского вокзала в Санкт-Петербурге (1912; конкурс). Строительство было прервано с началом первой мировой войны, а старое здание сохранено[43];
- 12-этажный доходный дом Московского училища живописи, ваяния и зодчества на Волхонке (1913)[44];
- Вокзал на станции Киев-Пассажирский Юго-Западной железной дороги в Киеве. Фундамент здания был заложен в 1914 г., но реализации проекта помешала первая мировая война и революция[45];

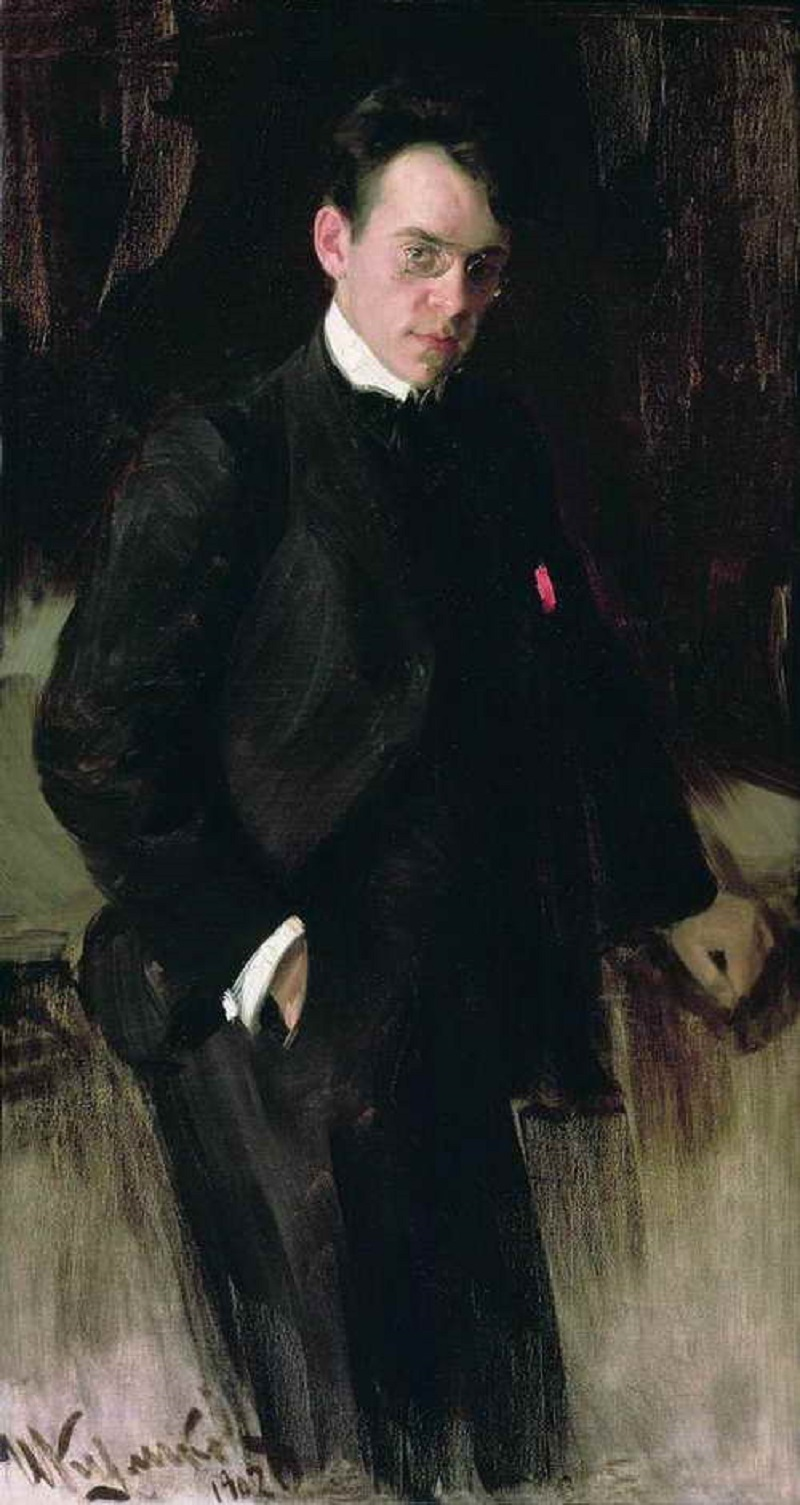
Портрет В. А. Щуко, выполненный И. С. Куликовым (1912). ГРМ.

- Проект здания Московского банка (1915) на Невском проспекте, 14 в Санкт-Петербурге[46];
- Особняк П. Ренера в Одессе (1916)[42];
- Павильон СССР на Всемирной выставке декоративных искусств и художественной промышленности в Париже 1925 года (1924)[23];
- Новый корпус Публичной библиотеки на Садовой ул. в Ленинграде (1928; соавтор В. Г. Гельфрейх)[47];
- Госпром — Дом Государственной промышленности в Харькове (1925; конкурс[48]; соавтор: Г. А. Голубев[49]);
- Здание турбинного зала ДнепроГЭСа (1930; соавтор: В. Г. Гельфрейх; при участии В. О. Мунца)[47][50];
- Клуб текстильщиков в Москве (1926—1927; соавтор: В. Г. Гельфрейх)[47];
- Дом Советов в Туле (1929; соавтор: В. Г. Гельфрейх; при участии И. Е. Рожина, Г. В. Щуко)[47];
- Дворец Труда в Иванове (1930; соавтор: В. Г. Гельфрейх)[23];
- Здание Военной академии имени М. В. Фрунзе в Московском Кремле (1931[51]; конкурс; соавтор: В. Г. Гельфрейх; при участии В. О. Мунца[47]);
- Памятник Т. Г. Шевченко в Харькове (1930—1931; скульптор С. А. Евсеев)[47]);
- Театр «массового музыкального действа» в Харькове (1930—1931; конкурс[36]; соавторы: В. Г. Гельфрейх, Л. В. Руднев[47]);
- Театр им. МОСПС в Москве (1931; соавторы: В. Г. Гельфрейх, Г. В. Щуко)[47];
- Здание Московского областного комитета ВКП(б) (1931; соавторы: В. Г. Гельфрейх, А. П. Великанов, Л. М. Поляков)[38];
- Дом Трестов — Дом Промышленности в Свердловске (1931[52]; конкурс; соавторы: В. Г. Гельфрейх, А. П. Великанов, Л. М. Поляков)[38];
- Публичная библиотека в Ростове-на-Дону (1932; соавтор: В. Г. Гельфрейх, при участии Л. Б. Сегала, Е. Н. Селяковой-Шухаевой)[38];
- Театр Государственный Туркменской ССР в Ашхабаде (1934; конкурс; соавторы: В. Г. Гельфрейх, К. С. Бобровский, А. П. Великанов, Г. В. Щуко)[38];
- Дом Наркомтяжпрома в Зарядье (1934; конкурс; соавторы: В. Г. Гельфрейх, П. В. Абросимов, А. П. Великанов, Г. В. Щуко)[38];
- Дворец Культуры в Куйбышеве (1935; заказной проект; соавторы: В. Г. Гельфрейх, И. Е. Рожин)[38];
- Павильон СССР на международной выставке 1937 года в Париже (1936; конкурс; соавторы: В. Г. Гельфрейх, А. П. Великанов, Л. М. Поляков, Г. В. Щуко)[38]);
- Дом юстиции на Фрунзенской набережной — Наркомюст (1937; конкурс; соавторы: В. Г. Гельфрейх, И. В. Ткаченко, И. Е. Рожин)[53].

### Театральный художник

Надгробный памятник В. А. Щуко на Новодевичьем кладбище в Москве

За свою жизнь В. А. Щуко оформил 43 спектакля, в том числе:
- «Двенадцатая ночь» — Большой драматический театр, Петроград (1921)
- «Борис Годунов» — Государственный театр оперы и балета, Ленинград (1926).
- «Дети солнца» в постановке А. Я. Таирова (1937)

### Преподавательская деятельность
- Высшие Женские Политехнические курсы — Второй Петроградский Политехнический институт. Преподаватель по классу архитектурного рисования, акварели и декоративной композиции на Архитектурном факультете.
- Политехнический институт Петра Великого. Преподаватель рисования.
- Рисовальная школа Императорского Общества поощрения художеств. Преподаватель по классу композиции и по классу съемки с натуры.
- Академия художеств.

Владимир Алексеевич похоронен на Новодевичьем кладбище в Москве.

## Адреса в Петрограде — Ленинграде
- 1909—1924 — доходный дом К. В. Маркова — Каменноостровский проспект, 65. В этом же доме располагалась мастерская Щуко, где работали В. Г. Гельфрейх, А. И. Гегелло, Л. В. Руднев[56].
- 1923—1934 — доходный дом К. Х. Кельдаля — улица Красных Зорь (Каменноостровский проспект), 13.

## Семья
Семейные связи Щуко запутаны, что, вероятно, связано с репрессиями родственников.
В первом браке (с Ольгой Владимировной Щуко):
- Сын — архитектор Юрий (Георгий) Щуко[58]. Его жена — Лидия Николаевна Щуко (урожд. Черносвитова; 1910—1985), племянница С.Н.Смидович.
- Сын — театральный художник Борис Щуко (1906—1965), репрессирован[59].
- Дочь — Наталья Владимировна Щуко (род. 1908).  Замужем за Михаилом Александровичем Кроткиным, художником «Ленфильма»[60].
- Дочь — актриса Вологодского драмтеатра, народная артистка РСФСР Марина Щуко[61].

2-й брак — Елена Михайловна Щуко, урожд. Леушина
- Дочь — актриса, народная артистка РСФСР Татьяна Щуко.

Сестра — Лидия Алексеевна Щуко, в замуж. Тарновская (урожд. Щуко, 1880—1948 ?(1950). Ее муж — экономист Владимир Тарновский. В 1935 г. Щуко ходатайствовал за них перед Е. В. Пешковой в связи с их высылкой в Атбасар.  На Новодевичьем кладбище есть могила Лидии Алексеевны Тарновской (урожд. Щуко) (1880—1950), а мать Щуко, Берта Бернардовна (1846—1942), упоминается также как мать Л.А. Тарновской.
Племянница жены (Елены Михайловны Щуко) — телеведущая Валентина Леонтьева, родившаяся и до 1944 года жившая в Ленинграде.
Внучатый племянник или внучатый двоюродный племянник — инженер-строитель, профессор Владимирского государственного университета Владислав Щуко.

### Архивные источники
- Личное дело академиста В.А. Щуко //   РГИА. Ф. 789. Оп. 12, 1896 г. Д. 65 "И".

### Публикации проектов
В Ежегоднике Общества архитекторов-художников:
- Ежегодник Общества архитекторов-художников. — Вып. 12. — Л., 1927. — С. 165—175.
- Ежегодник Общества архитекторов-художников. — Вып. 13. — Л., 1930. — С. 135—140.
- Ежегодник Общества архитекторов-художников. — Вып. 14. — Л., 1935. — С. 228—242.